# 甘棠市社
甘棠市社（越南语：／）是越南老街省历史上下辖的一个市社。面积153.05平方千米，2001年人口35,013人。

## 历史
“甘棠”一名源于《詩經·甘棠》，历史上为甘棠洞。在阮朝时改为甘棠社，并曾经属于兴化省归化府水尾州。1907年法国殖民当局建立老街省。抗法独立战争中保胜县的甘棠社是越盟的根据地。
1963年2月11日为开发磷灰石矿，在保胜县组建了甘棠市社。1975年12月27日，越南国会合并组建黄连山省，甘棠市社隶属之。1979年1月16日周边一些村子并入。1979年4月17日，甘棠市社并入老街市社。1981年9月17日，黄连山省人民委员会把甘棠划分为老街市社的统一坊和春增坊2坊。
1992年6月9日，重新设立甘棠市社。2001年底，下辖北怜坊、奔汉坊、统一坊、春增坊4坊和甘棠社、合城社、南强社、左陪社4社。
2002年1月31日，撤销甘棠市社，并入老街市社。